# Palvia
Palvia är en sjö i kommunen Jämsä i landskapet Mellersta Finland i Finland. Sjön ligger 141,8 meter över havet. Arean är 89 hektar och strandlinjen är 7,24 kilometer lång. Sjön  ingår i Kymmene älvs huvudavrinningsområde.   Den ligger omkring 37 kilometer sydväst om Jyväskylä och omkring 200 kilometer norr om Helsingfors. 
I sjön finns ön Rajasaari. 